# Lactarius quieticolor
Lactarius quieticolor é um fungo que pertence ao gênero de cogumelos Lactarius na ordem Russulales. Encontrado na Europa, foi descrito cientificamente pelo micologista francês Henri Romagnesi em 1958.